# Aereo di Stato

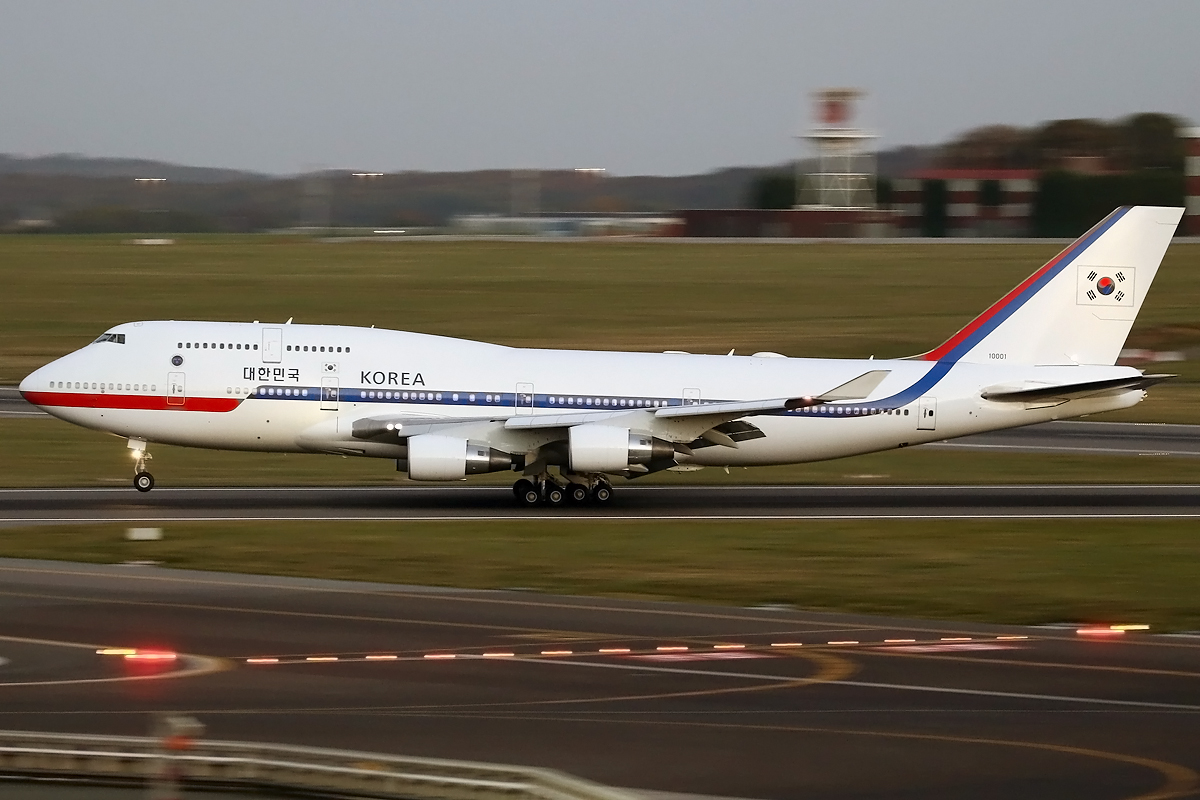
Aereo di Stato (Code One) della Corea del Sud, un Boeing 747-400

Un aereo di Stato (talvolta anche chiamato "aereo presidenziale" o "aereo governativo") è un velivolo la cui missione primaria è il trasporto aereo dei più alti rappresentanti degli organi istituzionali di uno Stato, specialmente dei capi di Stato e di governo.

## Caratteristiche
Normalmente si tratta di versioni modificate di aerei di linea e di business jets, i quali possono essere di proprietà di un governo (o di una delle sue articolazioni) o da esso preso in leasing. In generale, gli aerei di Stato appartengono alle forze armate o di sicurezza dei vari paesi. Queste caratteristiche sono estendibili agli elicotteri qualora anche essi abbiano come missione primaria il trasporto aereo delle più alte cariche di uno Stato. Tra i compiti secondari degli aerei di Stato si annoverano il trasporto aereo militare, l'evacuazione medica e il trasporto sanitario d'urgenza e vari altri servizi di pubblica utilità e sicurezza.
Un volo di Stato può anche essere eseguito da qualsiasi altro velivolo che quindi svolge la funzione di un aereo di Stato. Qualora non ci sia la disponibilità di aeromobili dedicati (e sufficienti), tra le alternative vi sono: altri velivoli da trasporto militari o governativi, il noleggio occasionale di aerei da compagnie aeree civili o l'utilizzo di normali voli di linea. In quest'ultimo caso, la presenza a bordo di un capo di Stato, di un membro di un governo o di un organo costituzionale non comporta il cambio di status in volo o aereo di Stato.
Gli aspetti di sicurezza e la necessità di volare anche con preavvisi brevissimi al di fuori dagli schemi delle aerolinee civili fanno sì che la quasi totalità dei paesi industrializzati e molti altri paesi si siano dotati di aerei di Stato, ritenuti utili anche per altre missioni di cui sopra. Al di là di questi aspetti e dei calcoli costo-beneficio, agli aerei di Stato non di rado i rispettivi governi attribuiscono una funzione di status symbol, il quale sarebbe una rappresentazione tangibile del peso politico che si ritiene di avere nel mondo. Queste valutazioni non sempre coincidono con l'opinione pubblica e pertanto sono spesso causa di aspre polemiche.

## Storia

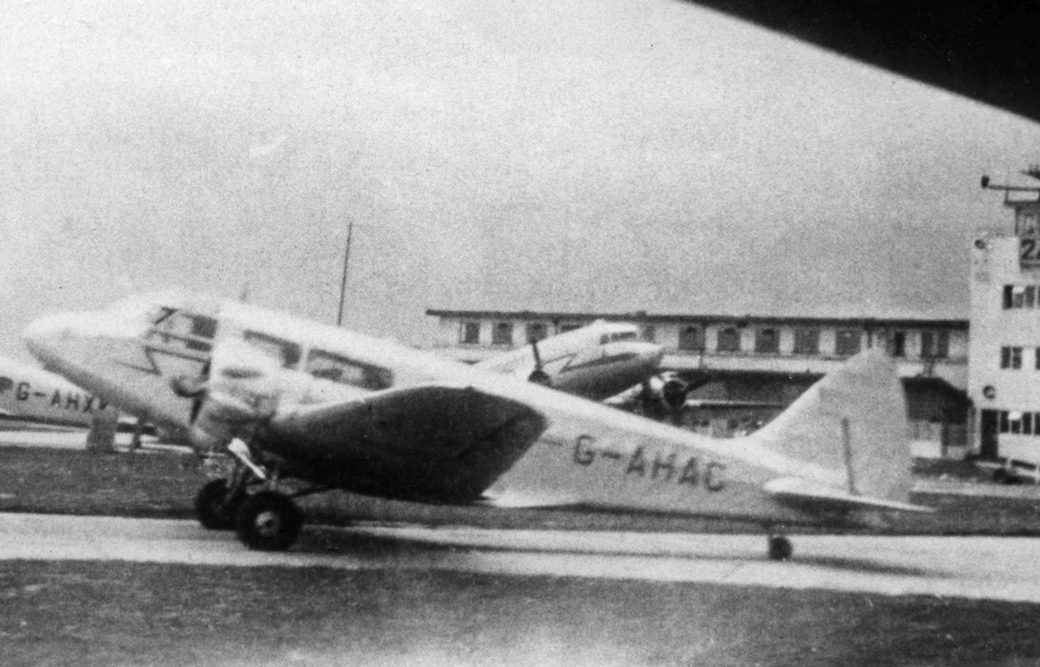
L'Airspeed Envoy usato dalla famiglia reale britannica nel 1937.

Il primo capo di Stato ad effettuare un volo di Stato fu lo zar Ferdinando I di Bulgaria. Il 15 luglio 1910 egli usò un aeroplano per una visita al Belgio.
Nel 1919, durante la conferenza di pace di Parigi, alcuni politici britannici, fra i quali il primo ministro David Lloyd George e Andrew Bonar Law, si servirono di vari Airco DH.4 per raggiungere Parigi da Londra.
Il primo capo di Stato o di governo a ricevere un aereo dedicato al trasporto aereo di Stato fu il monarca britannico. Nel 1928, due Westland Wapiti vennero consegnati al No. 24 Squadron RAF di Northolt con l'esplicito scopo di trasportare i componenti della famiglia reale. Tra il 1929 e il 1935, Edward, principe del Galles, acquistò 13 velivoli. Quando salì al trono nel 1936 Edoardo VIII approvò l'acquisto di un de Havilland DH.89 Dragon Rapide, sostituito nel 1937 da un più moderno Airspeed Envoy III.
Franklin Delano Roosevelt fu il primo presidente degli Stati uniti ad avere a disposizione un aereo di Stato. Si trattò di un Douglas Dolphin dalla Marina statunitense, in servizio dal 1933. Durante la seconda guerra mondiale, per motivi di sicurezza, un bombardiere Consolidated C-87 Liberator Express fu modificato per svolgere voli di Stato. Il primo aereo specificamente costruito per il presidente fu invece un Douglas C-54 Skymaster, soprannominato Sacred Cow (vacca sacra). Nel 1943 Roosevelt eccezionalmente si serví di un idrovolante Boeing 314 per raggiungere la conferenza di Casablanca.

## Nel mondo

### Francia
I primi jet di Stato della Francia furono, a partire dagli anni 60, il Sud Aviation Caravelle e il Douglas DC-8. I sei DC-8 furono utilizzati anche per il trasporto militare strategico e operazioni SIGINT. A partire dal 1971 i Presidenti della Repubblica francese noleggiarono velivoli supersonici Concorde dell'Air France per viaggi intercontinentali. Nel 2000, seguendo le scelte del governo italiano, la Francia ordinò due Airbus A319CJ, ricevuti nel 2002. Nonostante sia dotato di serbatoi supplementari che gli permettono di raggiungere, nonstop, Washington, D.C. o Pechino, l'A319CJ fu poi giudicato insufficiente perché non in grado di trasportare, senza scalo intermedio, delegazioni più consistenti verso gran parte dell'America Latina, il Giappone e il Sud-est asiatico. Nel 2011 i due A319CJ furono venduti e sostituiti da un Airbus A330 di seconda mano, acquistato nel 2010 da Air Caraïbes. Successivamente il governo francese ordinò 15 Airbus A330 MRTT per sostituire, oltre a 14 vecchissime aerocisterne Boeing KC-135 Stratotanker, due Airbus A340 e tre Airbus A310 che a partire dagli anni 90 avevano sostituito i DC-8. All'A330 governativo si aggiungono due Dassault Falcon 7X, due Dassault Falcon 2000, due Falcon 900 e tre elicotteri Super Puma. Da qualche anno viene preso in considerazione l'acquisto di un nuovo Airbus A319neo.

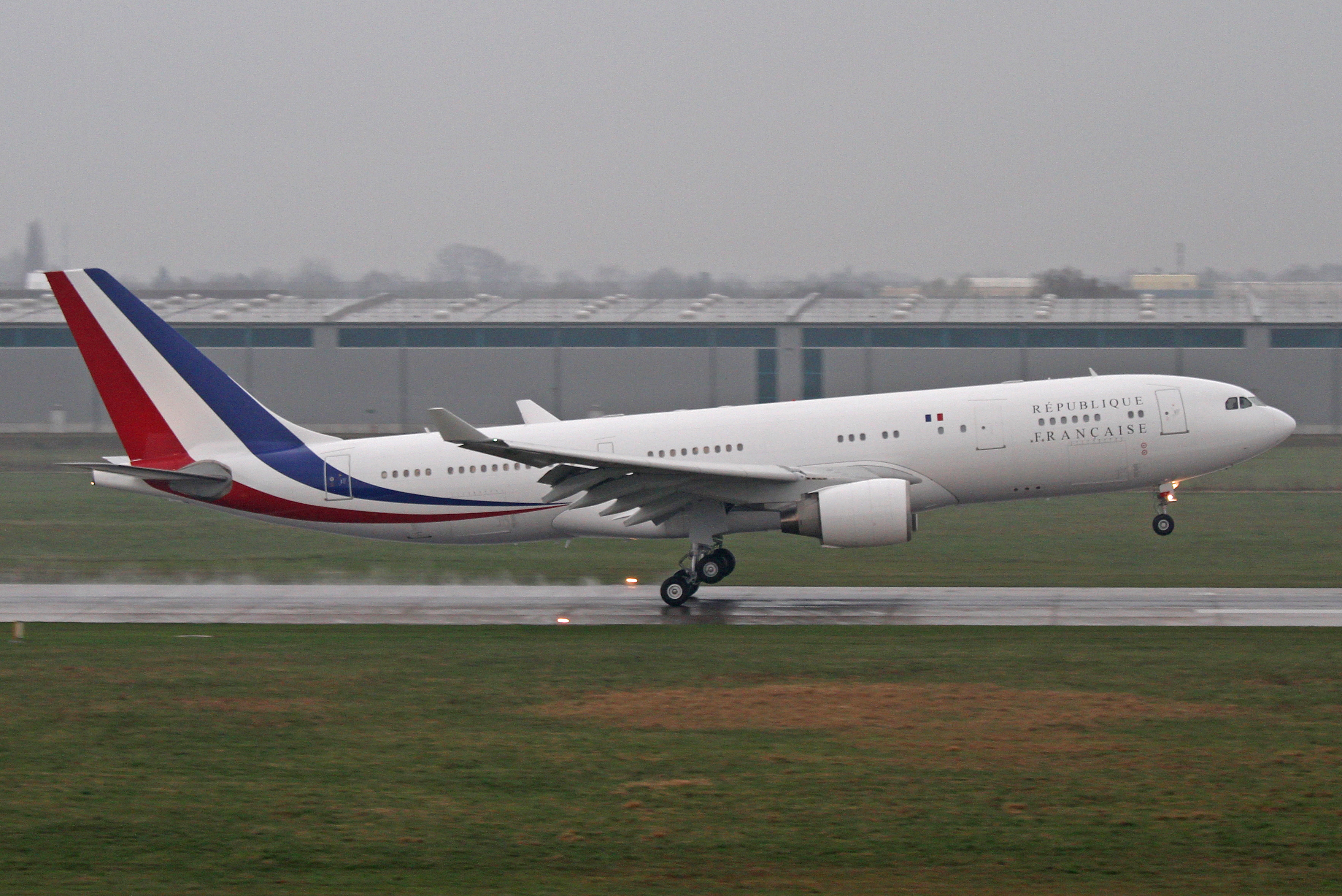
A330 della Repubblica francese
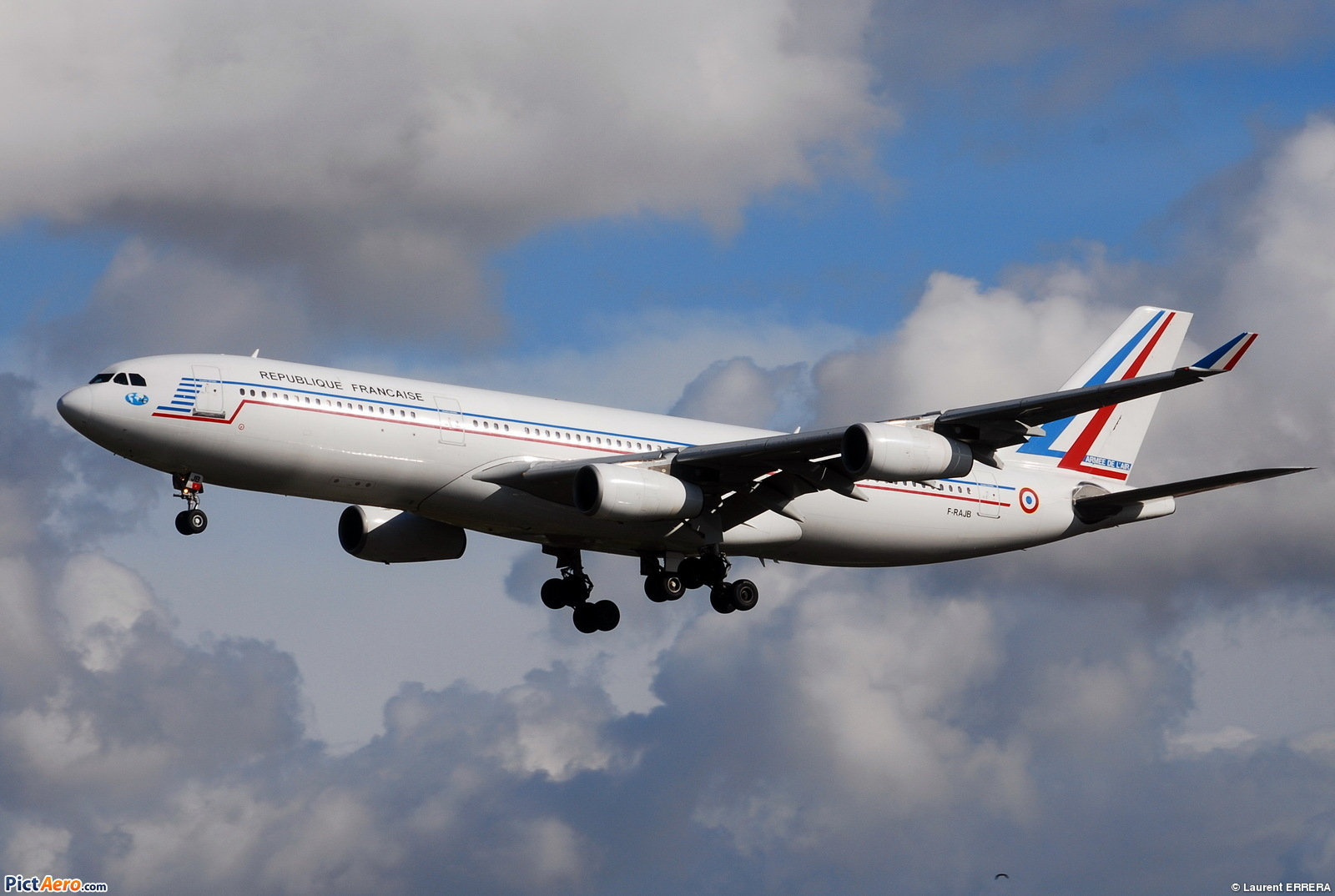
A340 dell'aeronautica francese, utilizzato anche per voli di Stato
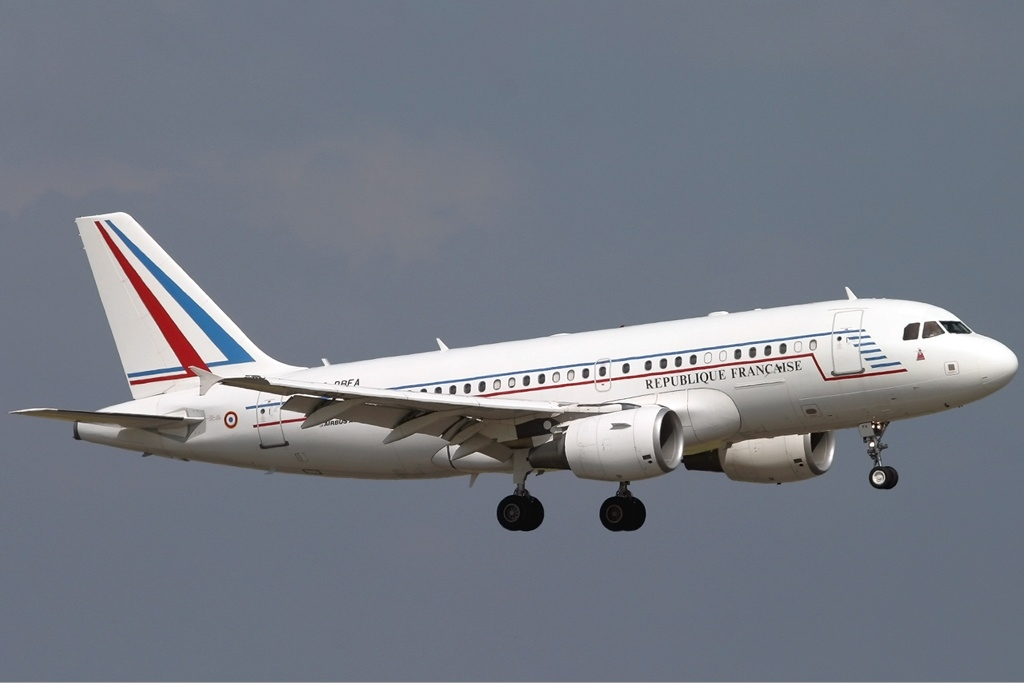
A319CJ della Repubblica francese, venduto nel 2011
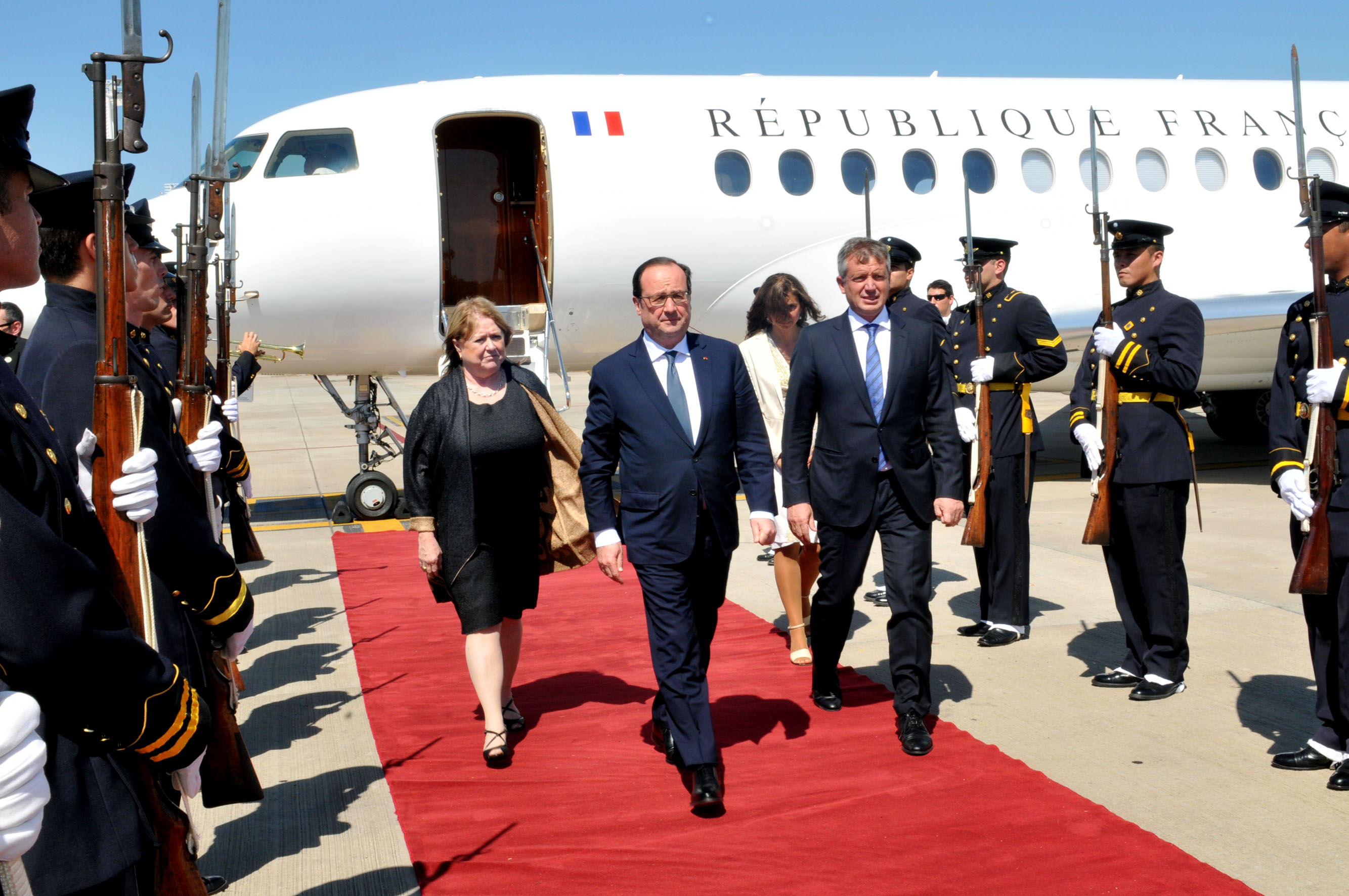
Falcon 7X con François Hollande

Gli aerei di Stato francesi sono basati presso l'aeroporto militare di Vélizy-Villacoublay, vicino a Versailles, dove formano l'escadron de transport 60 dell'Armée de l'air. Essendo questo aeroporto troppo piccolo per aerei a fusoliera larga, l'Airbus A330 governativo è stato dislocato all'aeroporto militare di Évreux, da dove viene inviato a Parigi qualora il governo lo richieda. Per la gestione dei voli di Stato, francesi o stranieri, qualora l'uso di Villacoublay non sia contemplato o possibile, si usa l'aeroporto di Parigi Orly, dove presso la zona cargo e industriale nel 2017 è stato inaugurato un nuovo terminal governativo.

### Germania
Dopo la riunificazione tedesca il governo federale aveva in dotazione quattro Boeing 707 e sette Challenger 601 ai quali si aggiunsero due Tupolev Tu-154 e alcuni Let L 410 provenienti dalla Repubblica Democratica Tedesca. Tra il 1991 e il 1993 furono introdotti tre Airbus A310 provenienti dall'Interflug (ex RDT) e ulteriori quattro dalla Lufthansa, due dei quali furono impiegati come aerei di Stato fino al 2011. A partire dal 2010 iniziò un rinnovo degli aerei di Stato, con due Airbus A340 provenienti dalla Lufthansa, due Airbus A319CJ e quattro Bombardier Global Express 5000. Dopo alcuni problemi tecnici con gli A340 e un incidente con un Global 5000 (poi radiato), nel 2019 è iniziato un ulteriore rinnovo: in sostituzione dei due A340 il governo tedesco ha ordinato tre nuovi Airbus A350, con speciale allestimento VIP e sistemi di autodifesa antimissile, per 1,2 miliardi di euro. A questi aerei si aggiungono un Airbus A321 e due A319CJ, tre Bombardier Global Express 5000 e tre Global Express 6000 e tre elicotteri Cougar. Il reparto della Luftwaffe che gestisce questi velivoli era anche dotato di cinque Airbus A310 modificati per rifornimenti in volo, trasporto truppe, evacuazione di ammalati e traumatizzati e per altre missioni speciali, anche governative. I compiti di questi A310, dismessi nel 2022, sono stati assegnati ad altri reparti e alla Multinational MRTT Unit della NATO, di stanza ad Eindhoven, dotata di Airbus A330 MRTT. Per garantire una capacità nazionale di trasporto militare speciale e MedEvac, il governo ha ordinato ulteriori due Airbus A321 (in livrea militare grigia) che si aggiungono all'A321 del reparto che gestisce gli aerei di Stato. Il reparto dispone anche di un terzo A319CJ, trasformato in ricognitore per le missioni relative al trattato Open Skies.

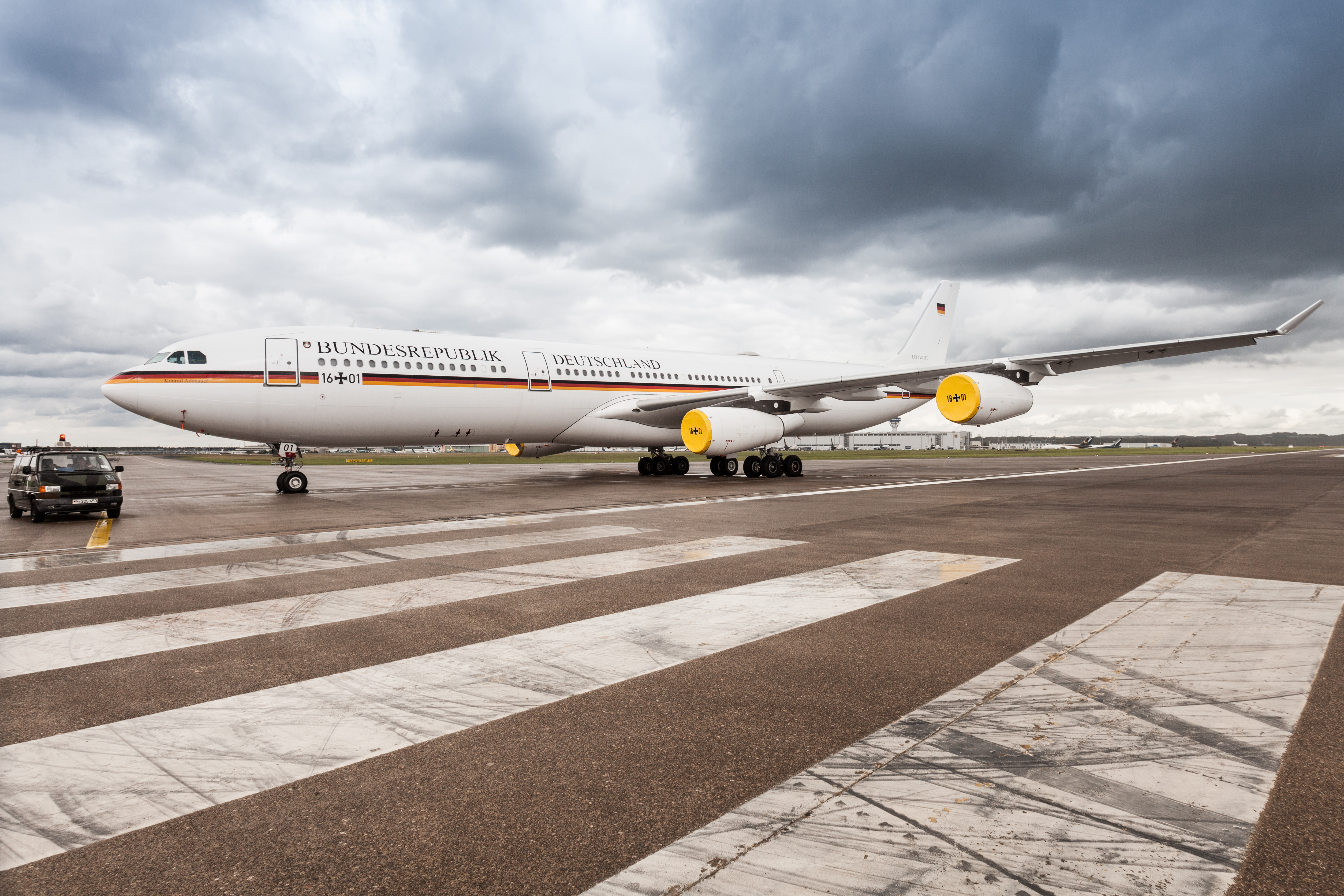
A340 Konrad Adenauer della Luftwaffe
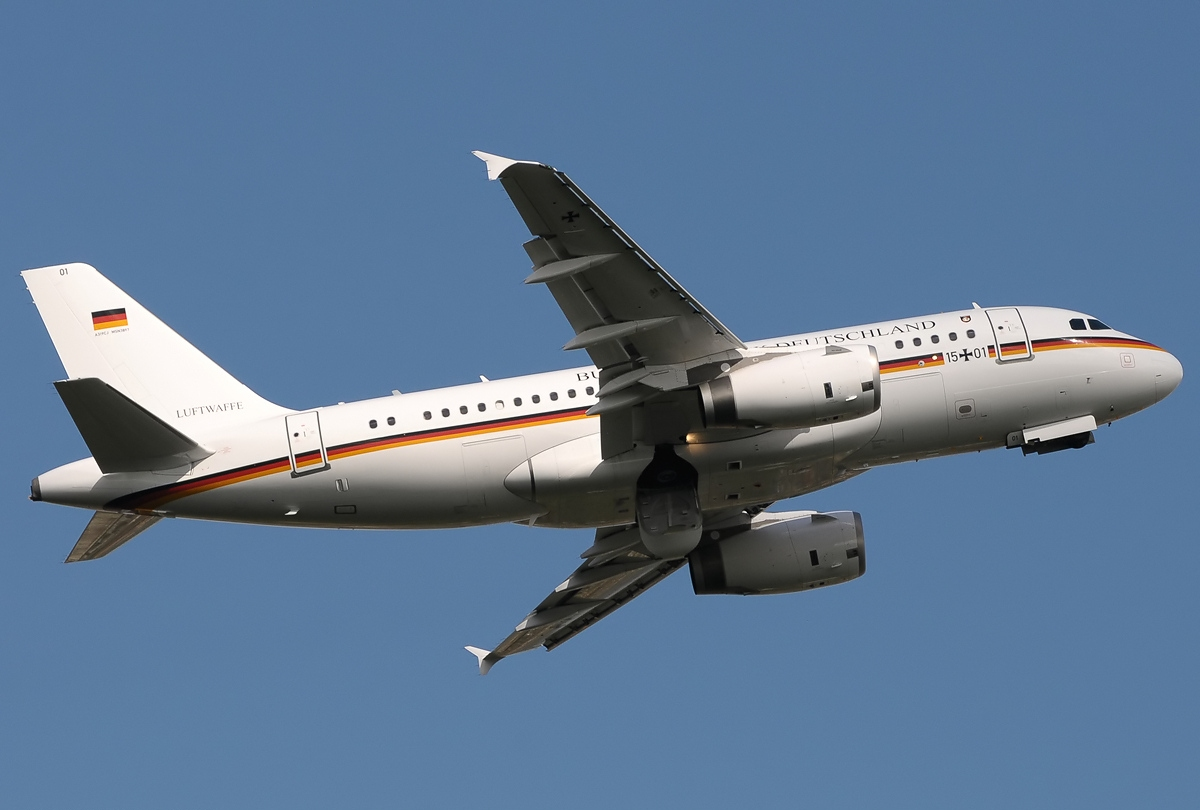
A319CJ del governo tedesco
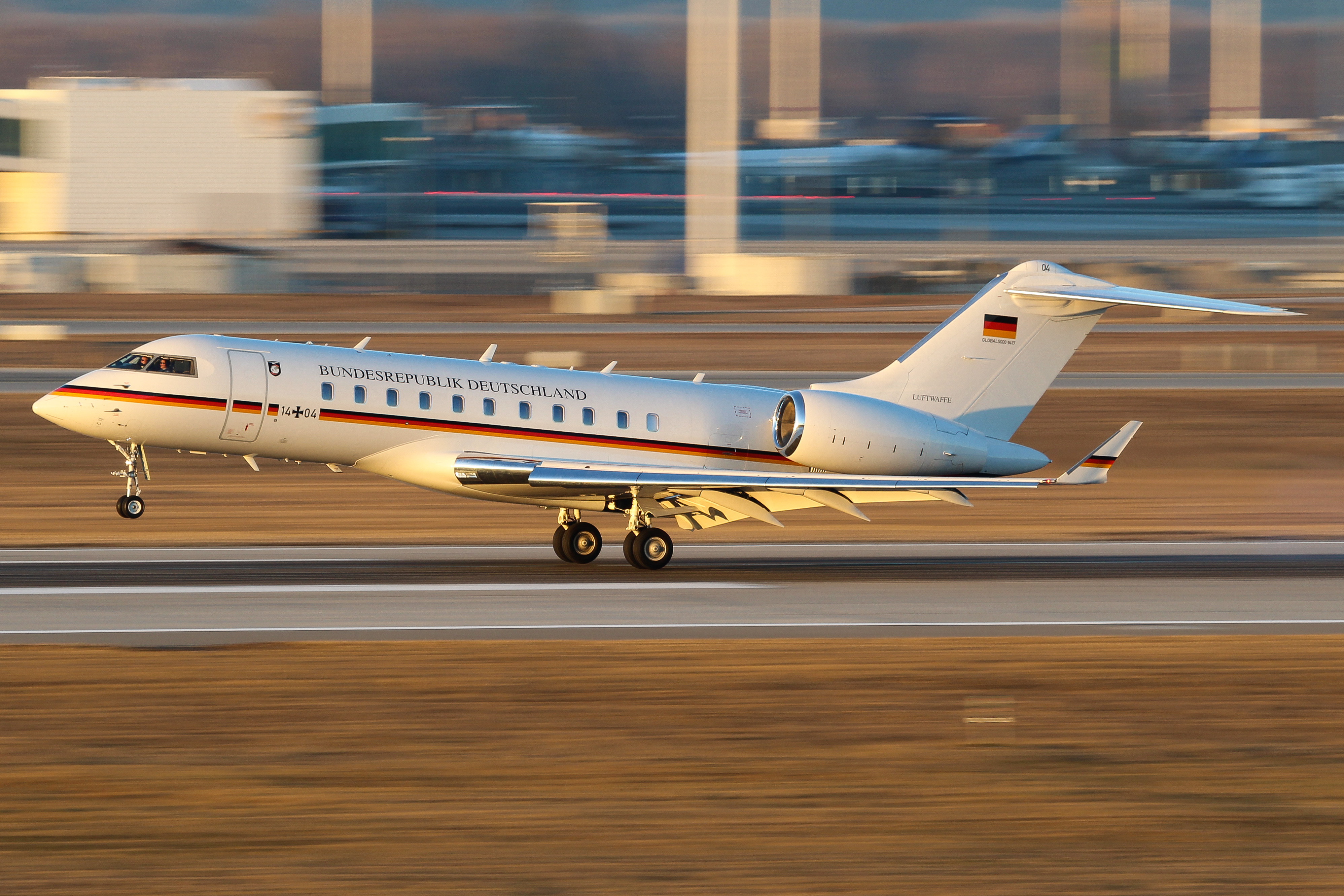
Global 5000 della Flugbereitschaft, Luftwaffe
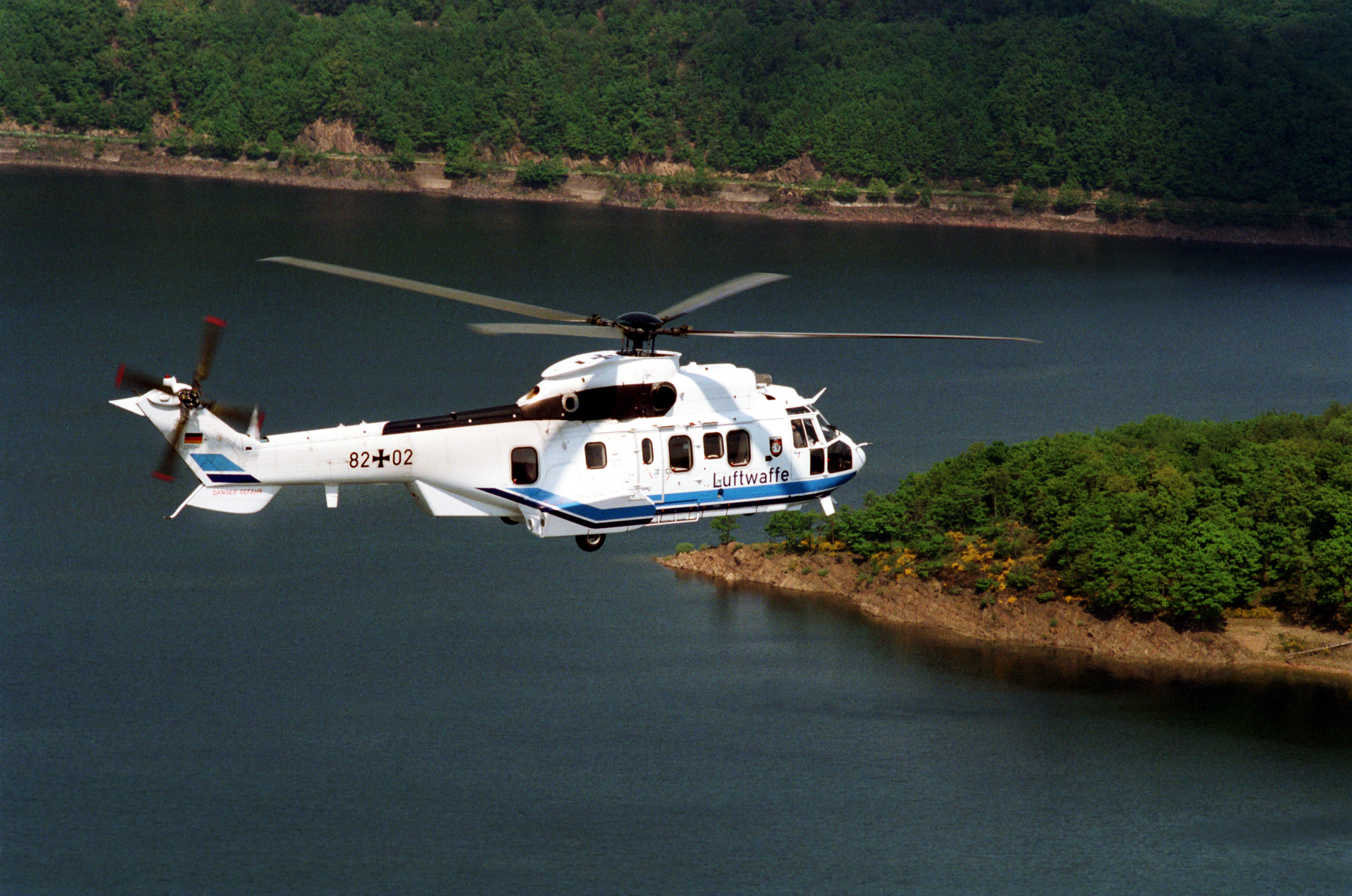
Elicottero Cougar in versione VIP

Nonostante lo spostamento della funzione di capitale da Bonn a Berlino, la base principale degli aerei di Stato tedeschi è rimasta all'aeroporto di Colonia-Bonn, per mancanza di spazio presso gli aeroporti berlinesi. In vista della chiusura dell'aeroporto di Berlino-Tegel, presso l'aeroporto di Berlino-Brandeburgo (ex Schönefeld) è stato costruito un nuovo terminal governativo (che doveva essere provvisorio) al quale gli aerei di Stato basati a Colonia-Bonn continuano ad essere inviati su richiesta.

### India

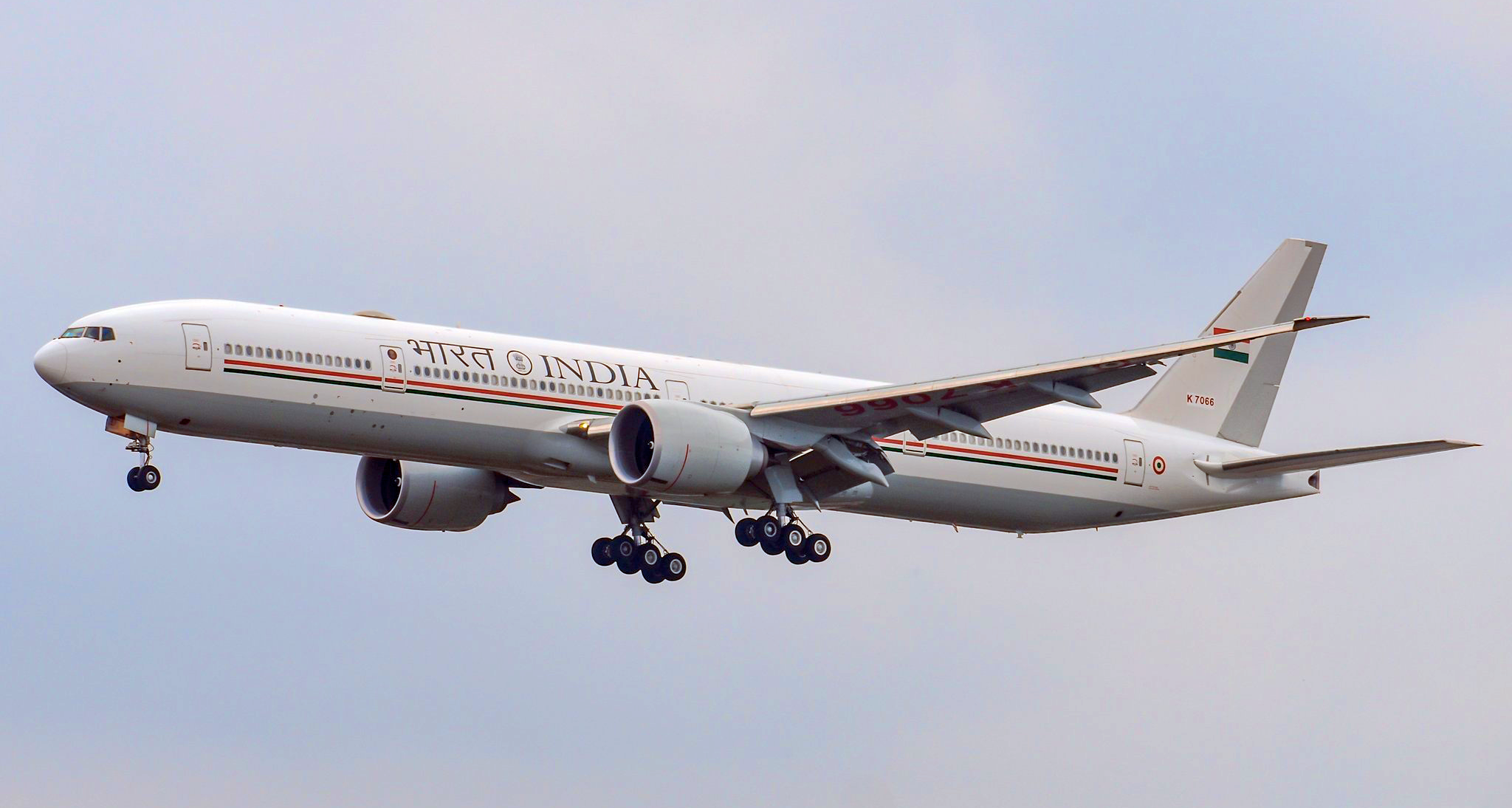
Boeing 777-300ER di Stato indiano

In India per i voli di Stato a lungo raggio il governo fece tradizionalmente affidamento a dei Boeing 747 presi in noleggio dall'Air India. Con il capo di Stato o di governo a bordo, questi aerei avevano il nominativo di chiamata Air India One. Nel 2016 si decise di affidare anche i voli di Stato a lungo raggio alla Bhāratīya Vāyu Senā, la forza aerea indiana, e a tale scopo sono stati acquistati due Boeing 777-300ER, entrati in servizio nel mese di ottobre del 2020. Curiosamente, i due aerei, profondamente modificati e a tutti gli effetti militari, qualora trasportino il presidente, il vicepresidente o il primo ministro del paese continuano ad avere il callsign Air India One. La manutenzione dei due aerei, ordinati nel 2018 dall'Air India e poi scelti dal governo, resta affidata alla compagnia di bandiera. Per il medio raggio l'aeronautica indiana ricevette alcuni Boeing 737 di prima generazione, poi gradualmente dismessi e sostituiti nel ruolo di aereo di Stato da tre 737 in versione BBJ. Gli altri aerei di Stato indiani sono quattro Embraer Legacy 600. A questi aerei si aggiungevano alcuni elicotteri Mil Mi-8 che dovevano essere sostituiti da dodici AgustaWestland AW101VVIP, ordine che fu poi cancellato a seguito di un caso di corruzione che coinvolse i vertici dell'allora Finmeccanica. Nel 2017 è entrata in servizio una versione speciale del Mil Mi-8, il Mil Mi-17V5; dei sei esemplari ordinati uno è andato perso in un grave incidente l'8 dicembre 2021. I velivoli di Stato indiani sono riuniti in un reparto denominato Air Headquarters Communication Squadron, basato presso la Air Force Station Palam, zona militare situata nella parte nord dell'Aeroporto Internazionale di Delhi.

### Italia
Dal 1976 gli aerei di Stato della Repubblica Italiana sono gestiti dal 31º Stormo di Roma-Ciampino. In precedenza tale compito era affidato al Reparto Volo dello Stato Maggiore, poi assorbito dal 31º Stormo. Tra gli aerei di Stato italiani del passato spiccano il Fiat G.212, il Convair CV-440, il Douglas DC-6, quest'ultimo con autonomia tale da permettere voli transatlantici. I primi aerei di Stato italiani a reazione furono due Douglas DC-9 e alcuni piccoli Piaggio-Douglas PD-808, introdotti nei primi anni 70. I primi furono sostituiti, nel 2000, da due (poi tre) Airbus A319 nella versione CJ tuttora in servizio, i secondi, negli anni 80, da due Gulfstream III e quattro Dassault Falcon 50. Tra il 1999 e il 2006 cinque Dassault Falcon 900 presero il posto dei due Gulfstream III e di due di quattro Falcon 50. A partire dal 2025 i Falcon verranno sostituiti dai Gulfstream G650ER. L'aereo di Stato italiano più grande (e più criticato) fu un Airbus A340, preso in leasing dal governo Renzi e in servizio tra il 2016 e il 2018. Per quanto riguarda gli elicotteri, due SH-3D furono acquistati dall'Agusta, sempre negli anni 70, e nel 2012 rimpiazzati da due AgustaWestland AW139, utilizzati anche dal Papa per viaggi pastorali in Italia.

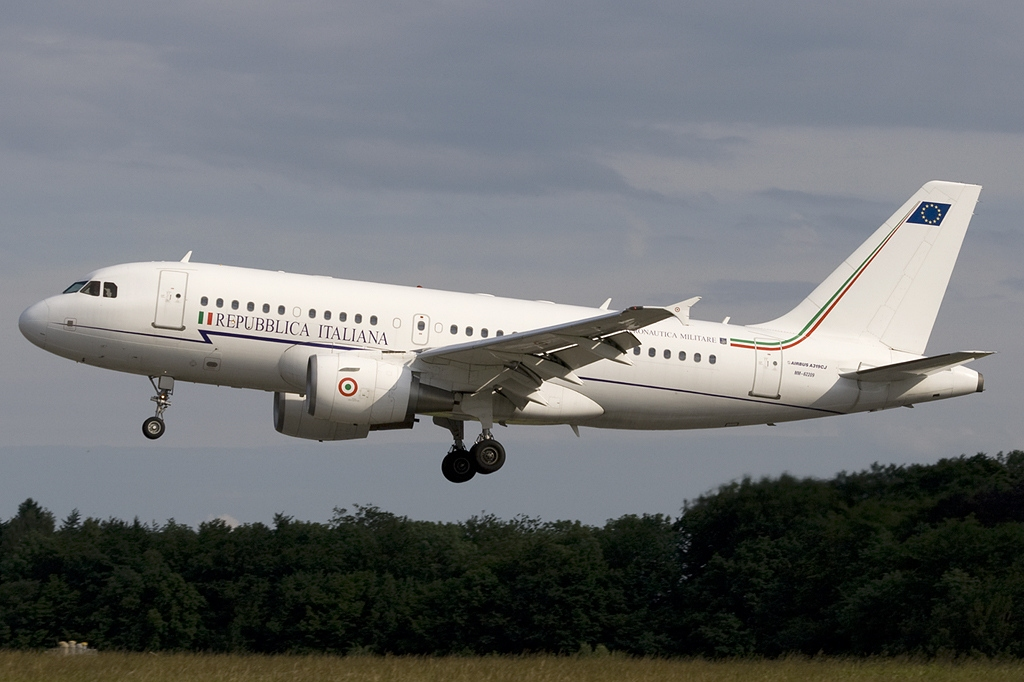
Airbus A319CJ, 31º Stormo
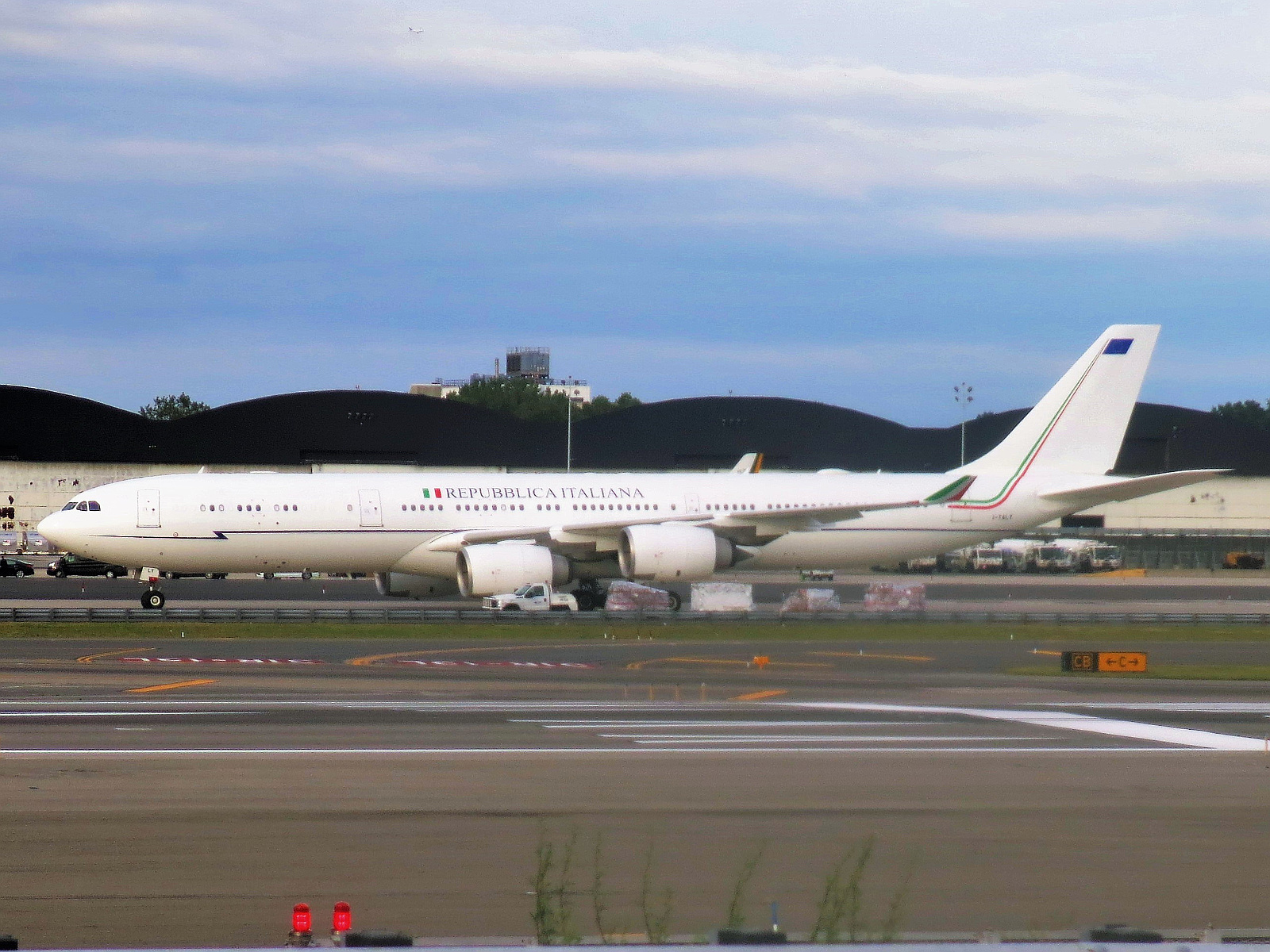
Airbus A340-500, marche I-TALY, in leasing fino al 2018
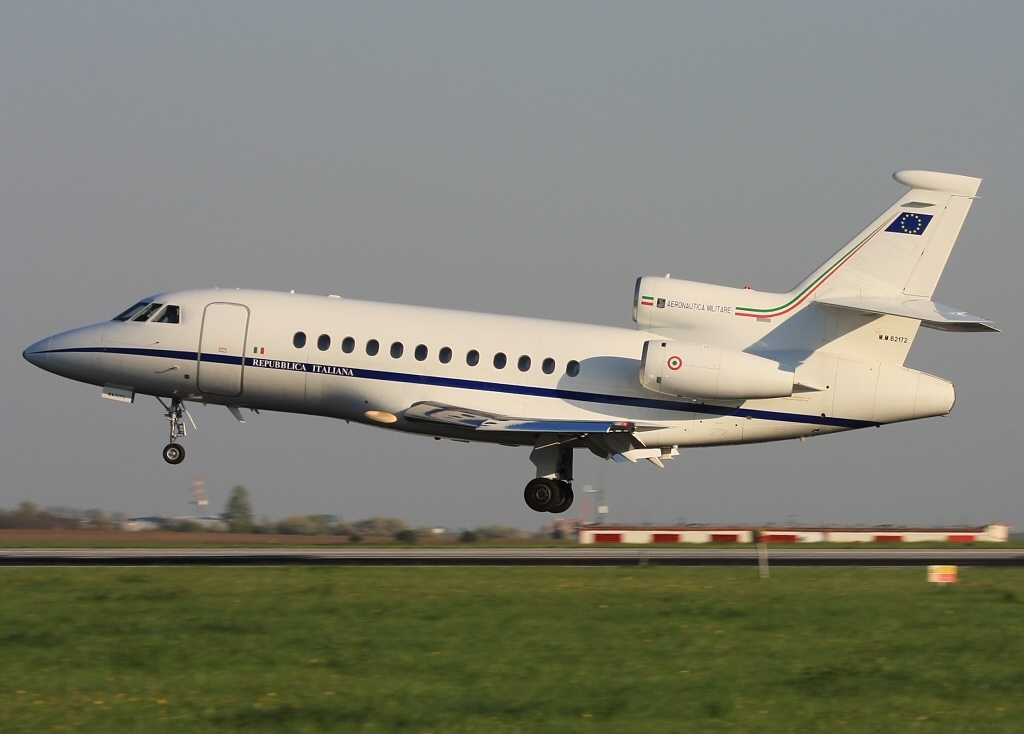
Dassault Falcon 900 del 31º Stormo
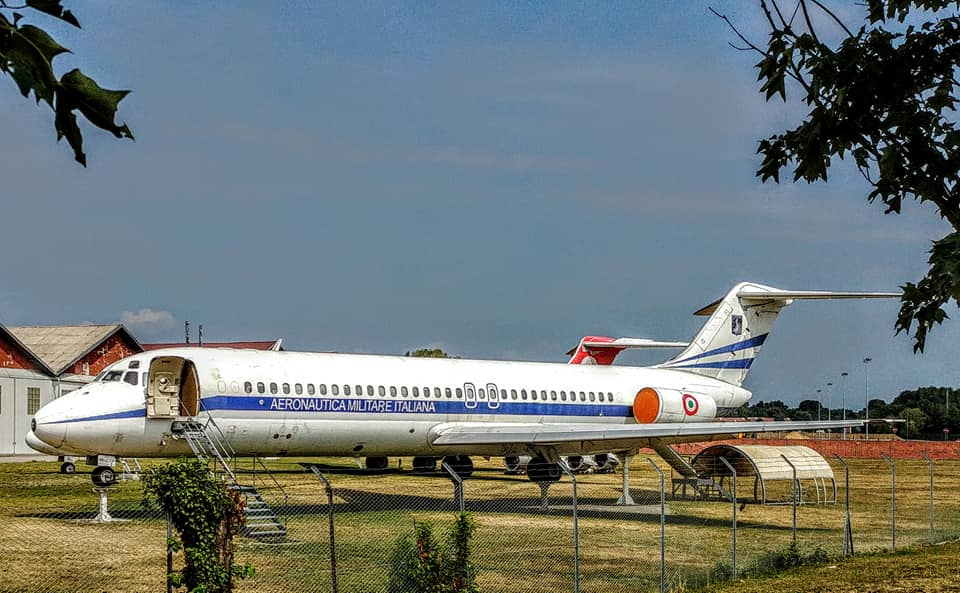
DC-9, 31º Stormo, esposto a Volandia

Quando un aeromobile di Stato dell'Aeronautica Militare italiana trasporta il Presidente della Repubblica Italiana, il numero di volo è IAM9001 e l'indicativo di chiamata Italian Air Force 9001. Se si tratta del Presidente del Consiglio, il numero cambia a 9002, e nel caso dei presidenti del Senato e della Camera a 9003 o 9004. Per gli altri voli l'Aeronautica Militare italiana usa il numero dello stormo di appartenenza del velivolo, seguito dal numero di volo; un aereo del 31º Stormo con un ministro a bordo, o anche solo in volo addestrativo, potrebbe quindi avere il nominativo di chiamata Italian Air Force 3101.
Per la gestione dei voli di Stato, italiani e stranieri, presso la zona militare dell'aeroporto di Ciampino esiste un piccolo terminal VIP, con area di stazionamento dedicata. Per gli aeroplani di Stato a fusoliera larga, per i quali la pista di Ciampino risulta troppo corta, viene usato l'aeroporto di Roma-Fiumicino, dove per gli aerei di Stato stranieri più grandi normalmente si mette a disposizione l'area di stazionamento della Cargo City. A Fiumicino, per il transito delle delegazioni esiste un piccolo edificio dedicato, accanto al Terminal 3, gestito dall'ENAC. Le delegazioni più grandi possono usufruire del Terminal 5, attualmente riservato a voli speciali di varia natura.
Presso l'aeroporto di Ciampino ha sede la Compagnia Aeronautica Italiana, una piccola società di proprietà del governo italiano. I Falcon 900 e G600 della CAI sono a disposizione dei servizi segreti italiani, ma qualora ritenuto necessario eseguono voli governativi speciali per i quali un velivolo del 31º Stormo risulterebbe alquanto indiscreto.
Quattro Boeing KC-767 in dotazione al 14º Stormo di Pratica di Mare (RM) non sono mai stati utilizzati per voli di Stato in quanto si tratta di aerei cargo per trasporto strategico di truppe e materiali, evacuazione di feriti, ammalati e traumatizzati e soprattutto per rifornimento in volo. Non essendo questi aeroplani dotati di finestrini per passeggeri, il riallestimento per voli di Stato non è mai stato seriamente preso in considerazione.

### Polonia

Un Tupolev Tu-154, ex aereo di Stato della Polonia

Nel 2016, dopo un gravissimo incidente e alcune soluzioni ad interim, il governo polacco ha deciso di rinnovare la sua flotta di aerei di Stato. Sono stati ordinati tre Boeing 737, dei quali due in versione BBJ, e due Gulfstream G550, entrati in servizio a partire dal 2017.

### Qatar
Nell'emirato del Qatar il governo dispone di una compagnia aerea propria per effettuare voli di Stato, la Qatar Amiri Flight. In generale le livree degli aerei della Qatar Amiri Flight sono o sono state identiche a quella della compagnia di bandiera del piccolo paese arabo, la Qatar Airways, ma ci sono delle eccezioni.

### Regno Unito
Nel Regno Unito l'aereo di Stato utilizzato per i viaggi a lungo raggio fu, dal 1967, il Vickers VC10. Sia i VC10, sia i Lockheed L-1011 TriStar furono comunque impiegati innanzitutto per il trasporto militare e il rifornimento in volo. Dalla fine degli anni 90, essendo i venerandi quadrimotori VC10 sempre meno graditi per voli di Stato, i membri della casa reale e del governo preferirono voli charter per i viaggi più lunghi. Tra il 1977 e il 2003 i Concorde della British Airways furono sporadicamente noleggiati per viaggi della regina Elisabetta. Nel 2008 sono stati ordinati 14 Airbus A330 MRTT, dei quali uno nel 2015 è stato riallestito per voli di Stato. Inizialmente lasciato nella colorazione militare grigia della Royal Air Force per sottolineare il ruolo primario di aerocisterna, nel 2020 per iniziativa di Boris Johnson l'A330 ha ricevuto una livrea tipica da aereo di Stato. A causa delle sue notevoli dimensioni l'aereo è stato dislocato presso il grande aeroporto militare di Brize Norton vicino a Oxford, già base dei radiati VC10 e TriStar. A questo A330 si aggiunge un Airbus A321neo, preso in wet lease dalla Titan Airways, che opera anche altri voli speciali per conto del governo britannico. Fino al 2022 il No. 32 Squadron RAF, dislocato presso il piccolo aeroporto militare londinese di Northolt, poteva mettere a disposizione quattro British Aerospace BAe 146 per voli di Stato o governativi di medio e corto raggio, sostituiti poi da due Dassault Falcon 900LX, con meno posti a sedere ma con più autonomia. Per quanto riguarda gli elicotteri, fino al 2023 il No. 32 Squadron aveva in dotazione un AgustaWestland AW109. La Casa reale di Windsor dispone di un reparto di volo proprio, denominato The King's Helicopter Flight, dotato di alcuni elicotteri presi in leasing, del tipo Sikorsky S-76, sostituiti nel 2024 da due AgustaWestland AW139. Nonostante la disponibilità di tutti questi velivoli, membri della casa reale e del governo ricorrono anche a voli charter e di linea.

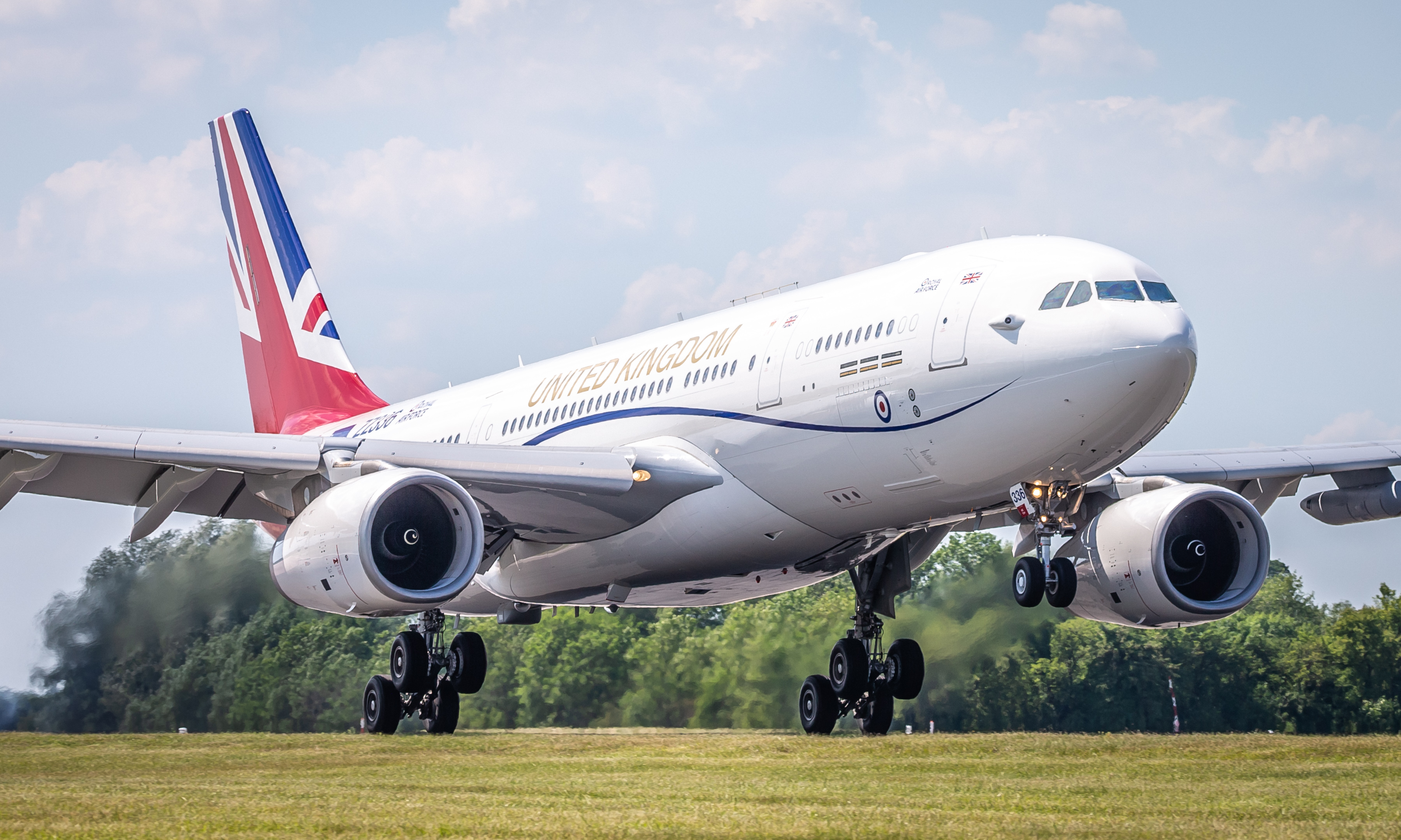
A330 MRTT Voyager della RAF, detto Vespina
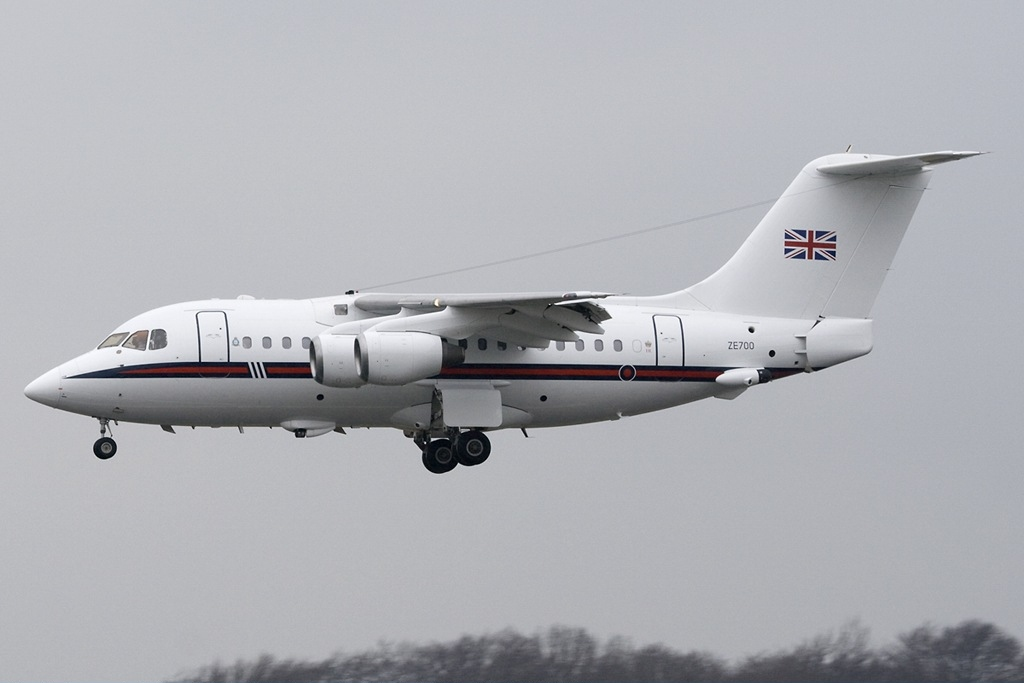
British Aerospace BAe 146-100, No. 32 Squadron, in atterraggio a Lussemburgo
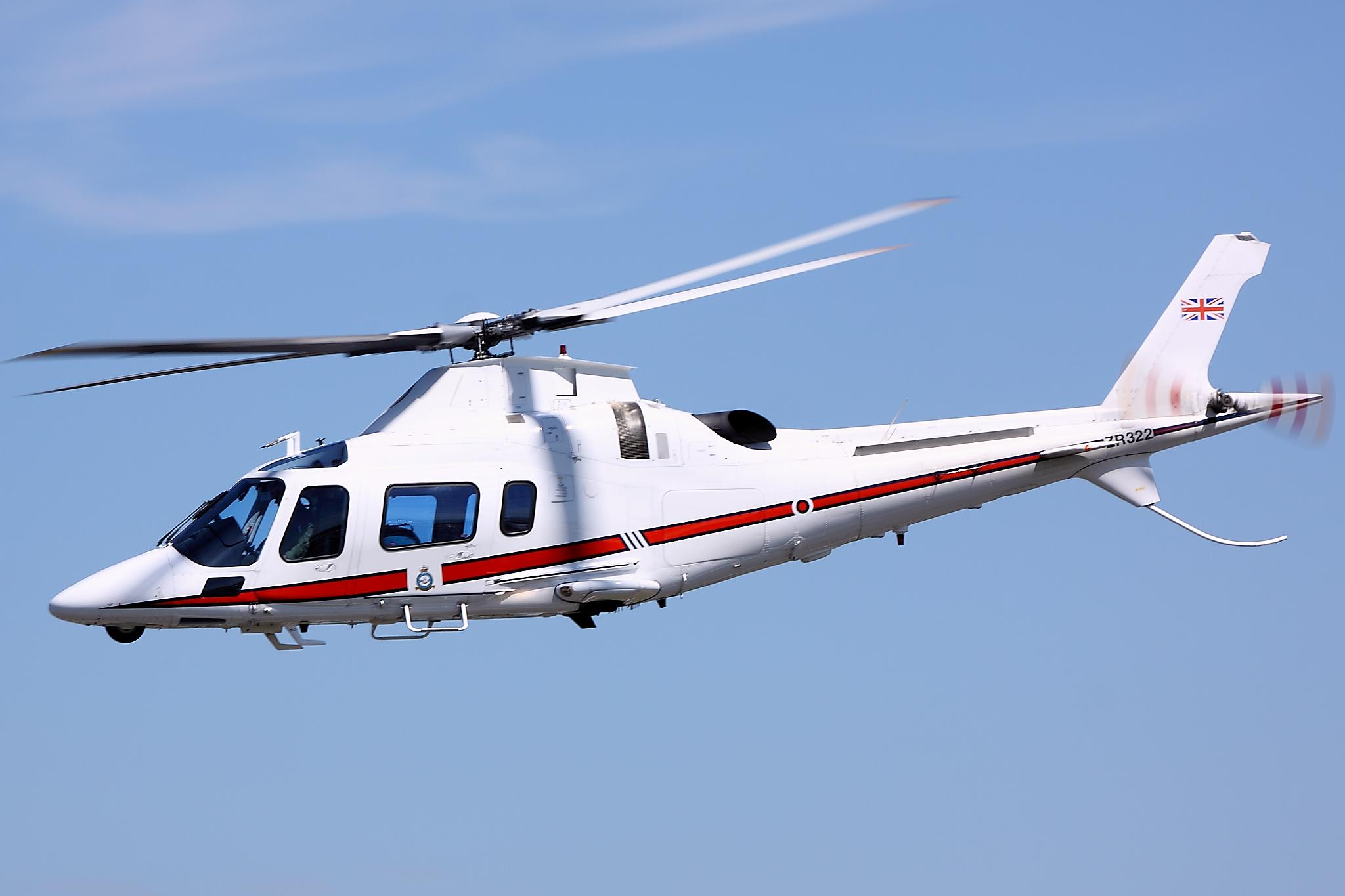
Agusta A109E, No. 32 Squadron
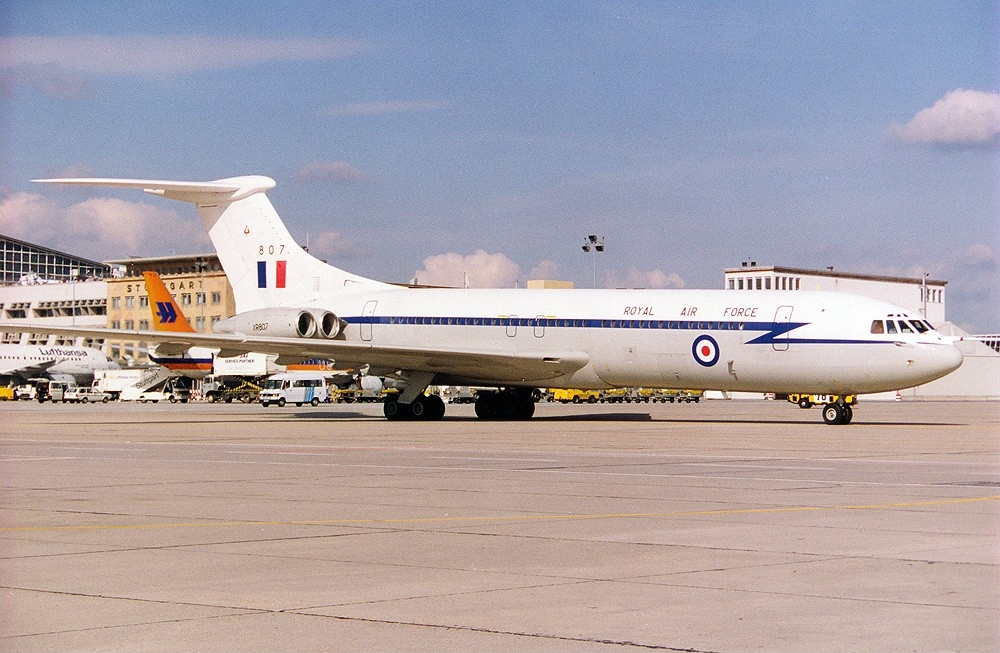
Vickers VC10 della RAF, nel 1993 a Stoccarda

### Spagna
Dopo la fine del regime franchista, nel 1978 e nel 1980 il governo della Spagna acquistò due Douglas DC-8 di seconda mano per il trasporto aereo di Stato, poi sostituiti a partire dal 1988 da quattro Boeing 707, sempre di seconda mano, dei quali due ebbero un allestimento VIP. Questi aerei furono ritirati tra il 2012 e il 2016. A partire dal 1988 entrarono in servizio 5 Dassault Falcon 900 e nel 2003 due Airbus A310 ex Air France, gestiti tuttora dal 45º Gruppo dell'Ejército del Aire, di stanza presso la base aerea di Torrejon vicino a Madrid. Per sostituire i già dismessi Boeing 707 e anche i due vetusti Airbus A310, nel 2021 il governo spagnolo ha acquistato tre Airbus A330 di seconda mando, provenienti dall'Iberia, da trasformare in aerocisterne MRTT con capacità secondaria di trasporto aereo di Stato. Presso l'aeroporto di Madrid-Cuatro Vientos un reparto di elicotteri dell'aeronautica spagnola è dotato di due AS 532 Cougar in configurazione VIP per il trasporto autorità.

### Stati Uniti
Negli Stati Uniti d'America gli aerei di Stato sono principalmente in dotazione al 89th Airlift Wing, dislocato presso la Joint Base Andrews vicino a Washington. I due velivoli presidenziali denominati VC-25A sono una versione modificata del Boeing 747-200; saranno sostituiti da due Boeing 747-8. L'89º Stormo da trasporto è anche dotato di alcuni Boeing C-32 (757-200), Boeing C-40 Clipper (737-700) e di business jets della Gulfstream Aerospace. Il nominativo di chiamata Air Force One è assegnato a qualsiasi velivolo della U.S. Air Force sul quale il Presidente degli Stati Uniti d'America voli, Air Force Two si riferisce al Vicepresidente (e quindi non esclusivamente ai C-32A sui quali solitamente vola). Normalmente gli elicotteri presidenziali sono messi a disposizione dal Corpo dei marines; anche qui il nominativo Marine One si riferisce a qualsiasi velivolo dei marines sul quale il presidente s'imbarchi; lo stesso vale per Army One, Navy One e Coast Guard One. Nel caso di velivoli civili utilizzati dal presidente, il nominativo è Executive One.

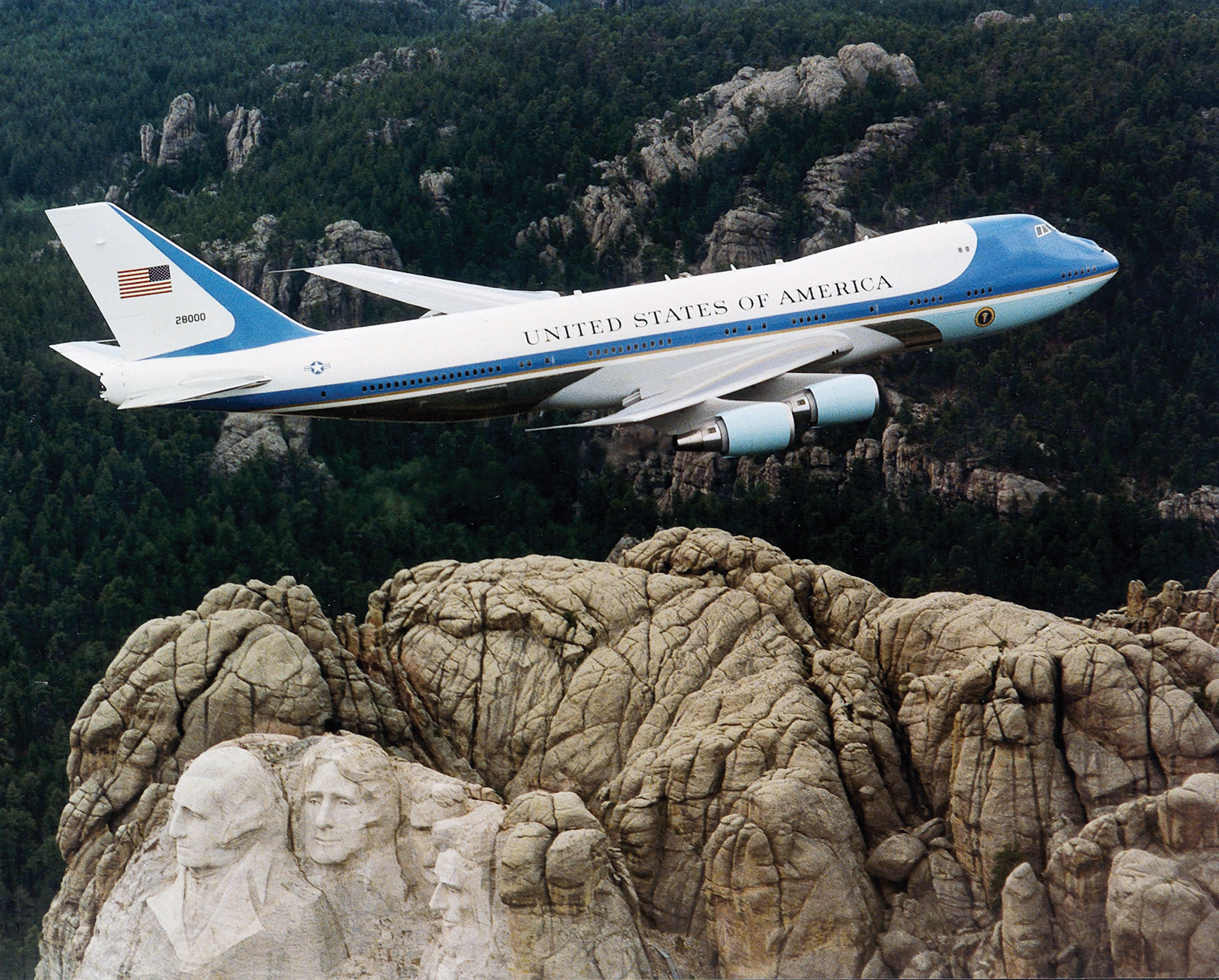
Uno dei due VC-25A usati come Air Force One
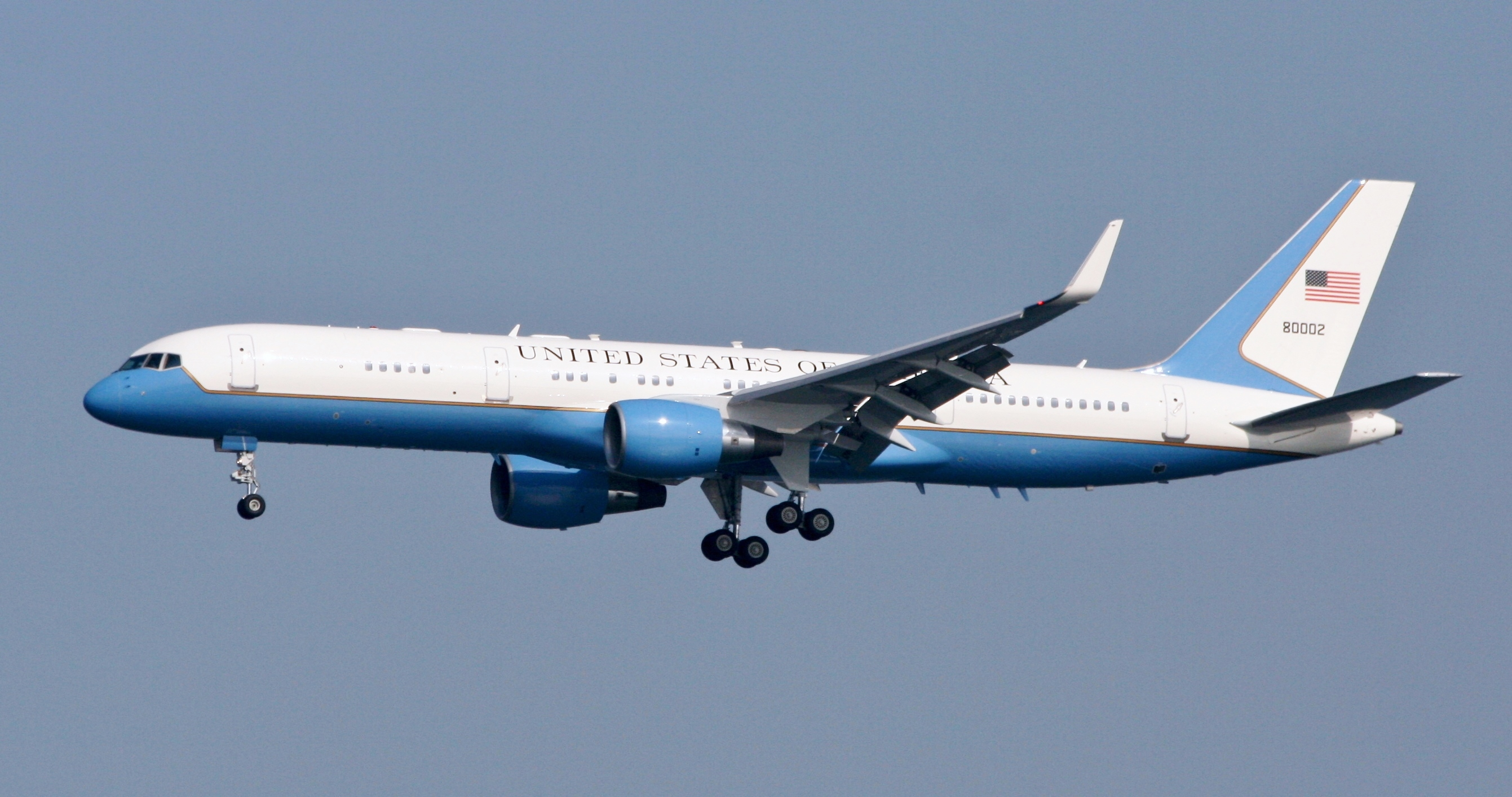
C-32A, utilizzato anche dalla First lady
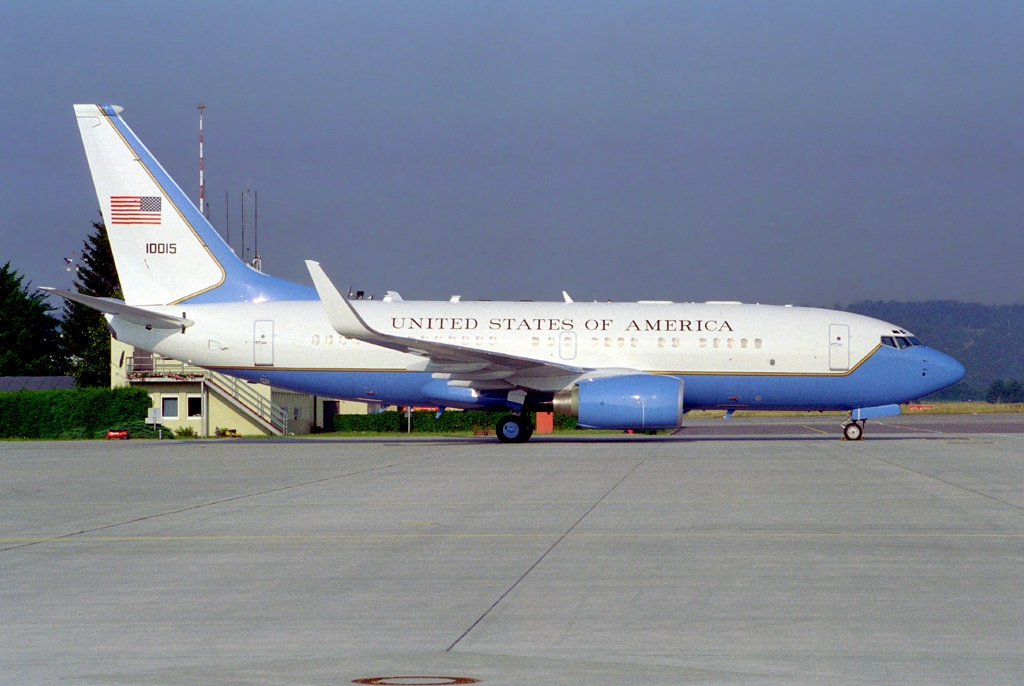
C-40B, previsto per i membri del governo
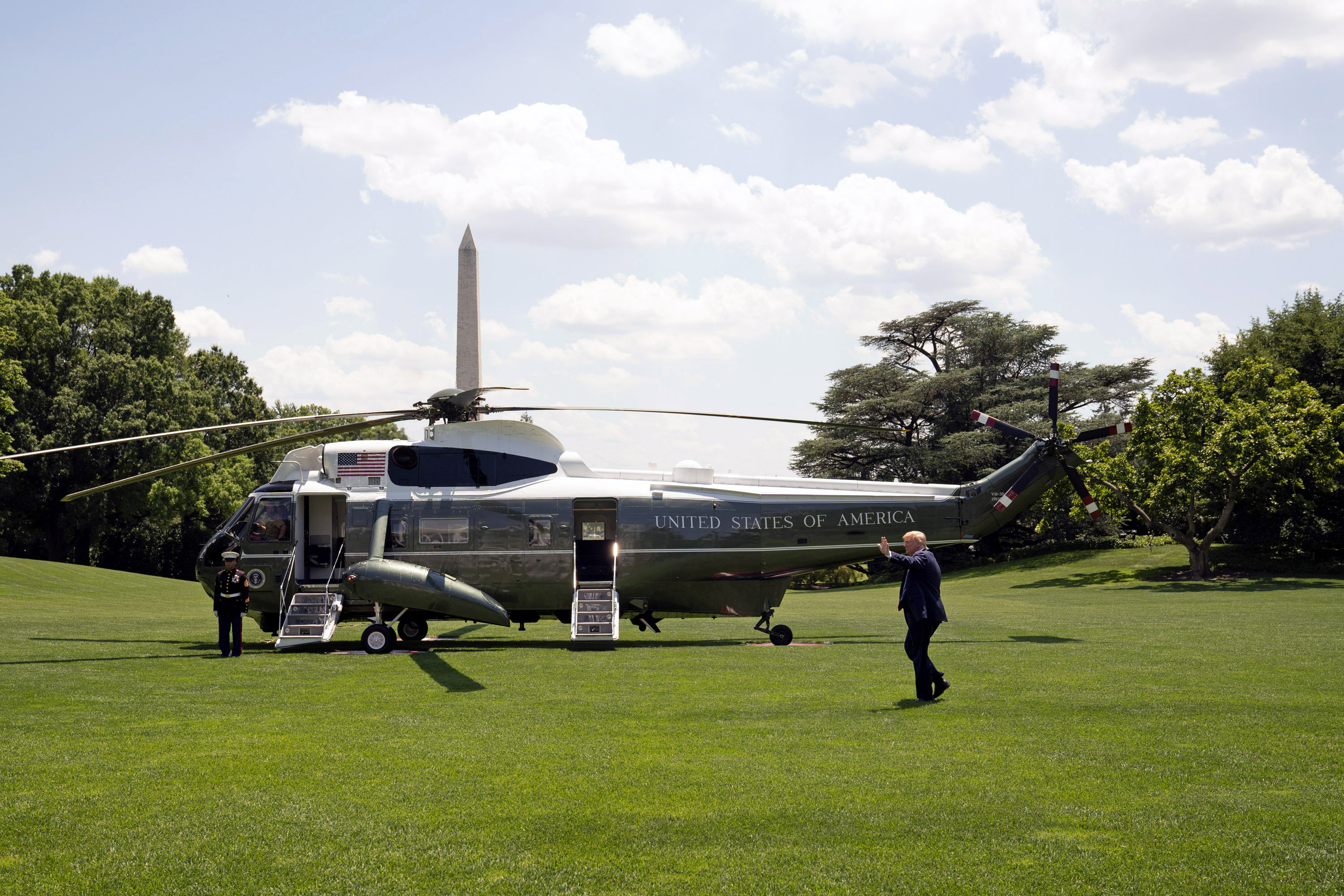
Marine One nel giardino della Casa Bianca

### Turchia

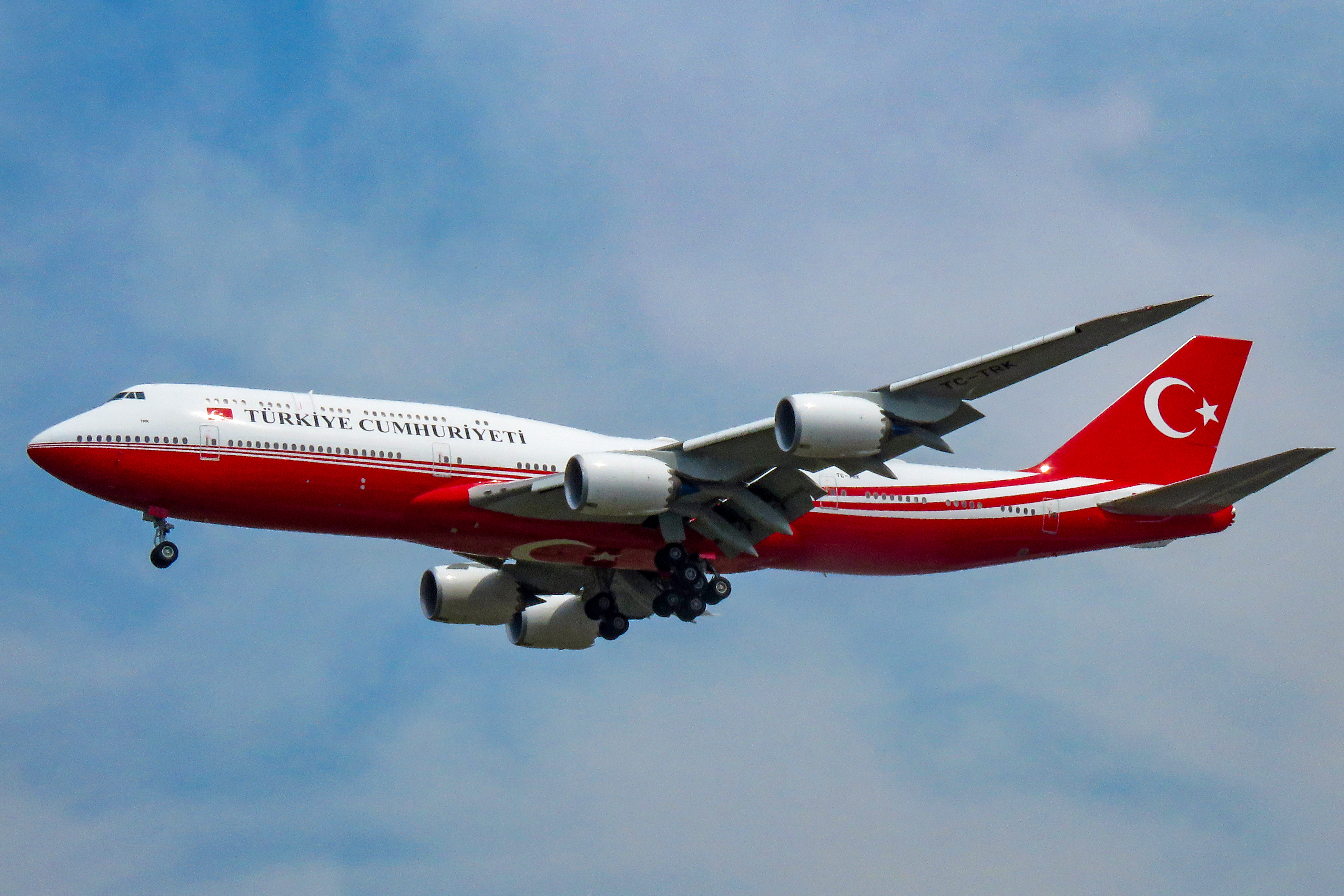
Boeing 747 del governo turco

Gli aerei di Stato della Turchia sono basati presso l'aeroporto di Ankara e gestiti dalla Turkish Airlines per conto del governo. Gli aerei di Stato turchi più grandi sono un lussuosissimo Boeing 747-8 offerto in regalo dall'emiro del Qatar, un Airbus A340 già aereo di Stato della Tunisia, un Airbus A330 Prestige, un Airbus A319 e un Airbus A318.